# Castello del Matese
Castello del Matese – miejscowość i gmina we Włoszech, w regionie Kampania, w prowincji Caserta.
Według danych na rok 2004 gminę zamieszkiwało 1476 osób, 70,3 os./km².